# Weinlandbrücken
Die beiden Weinlandbrücken überspannen im Zürcher Weinland bei Kleinandelfingen und Andelfingen die Thur. Über die erste Weinlandbrücke von 1958 führt heute die Autostrasse A4 und über die zweite Brücke von 2000 führt die Hauptstrasse 15. Im Rahmen des geplanten Ausbaus der A4 auf vier Spuren sieht das Bundesamt für Strassen ASTRA den Bau einer dritten Weinlandbrücke vor.

## Erste Weinlandbrücke

### Geschichte

#### Bau

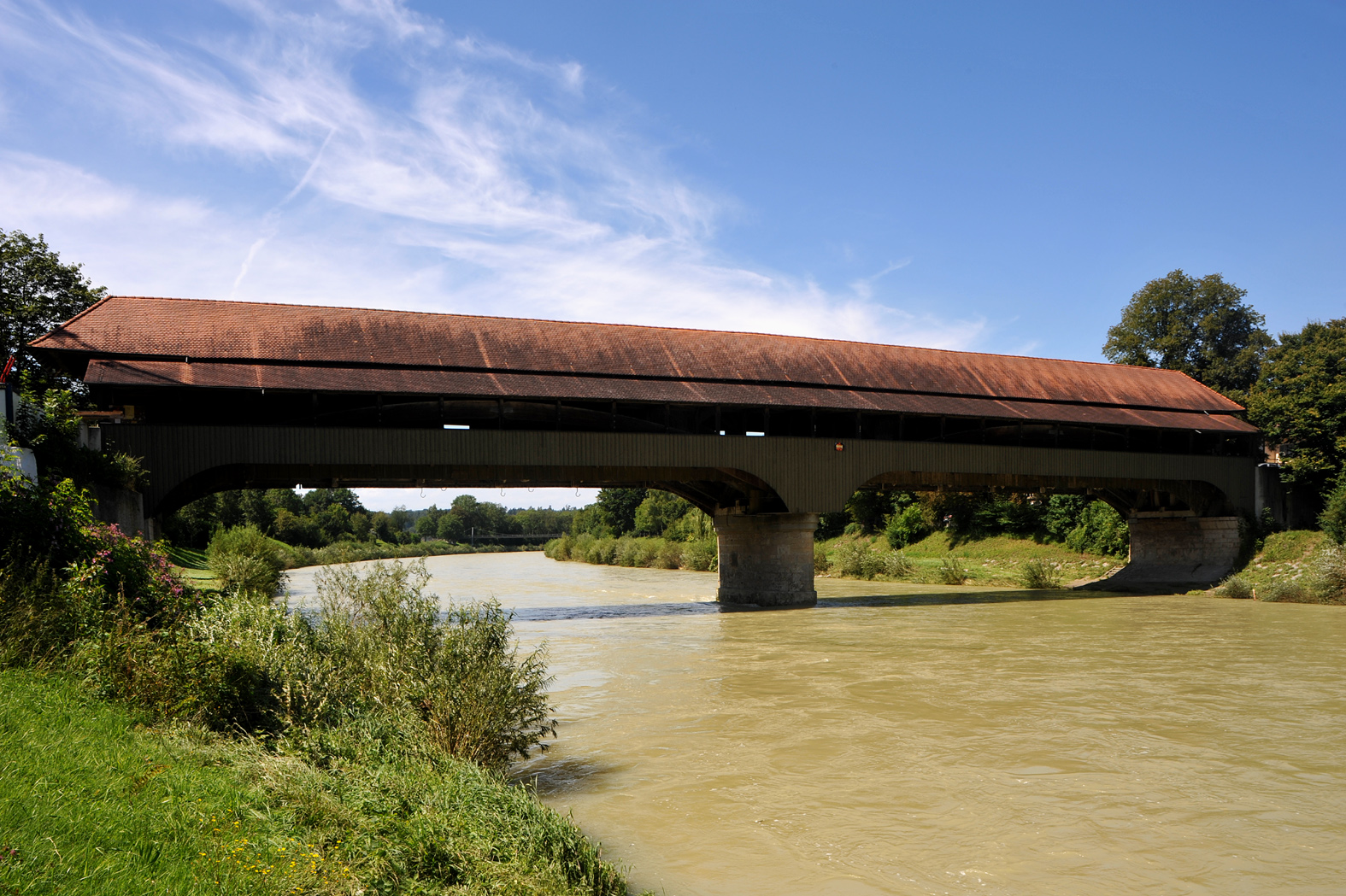
Gedeckte Holzbrücke von 1815 über die Thur

Die alte gedeckte Holzbrücke von 1815 über die Thur bei Andelfingen genügte in den 1950er Jahren dem wachsenden Strassenverkehr nicht mehr. Die Baudirektion des Kantons Zürich schrieb deshalb 1954 einen öffentlichen Wettbewerb für die Erstellung einer Brücke über das Thurtal aus. Diese sollte das Kernstück der geplanten Umfahrungsstrasse des Bezirkshauptortes Andelfingen im Rahmen der Hauptstrasse 15 bilden. 21 Projekte wurden eingereicht, wovon 12 für vorgespannte Brücken, 5 für Bogenbrücken und 4 für Stahlbalkenbrücken. Das Preisgericht entschied sich aus ästhetischen Gründen für die Spannbetonbrücke.

#### Ausbau und Unterhalt
Als in den 1960er Jahren die Nationalstrasse N4 von Schaffhausen nach Kleinandelfingen gebaut wurde, führte diese als Autostrasse auf der Nordseite auf die Weinlandbrücke. Auf der Südseite schloss bis ins Jahr 2000 die Hauptstrasse 15 an.
In den Jahren 1991 und 1992 wurde die Brücke saniert und die metallenen Brückengeländer wurden durch neue Brüstungen aus Beton ersetzt. Dabei wurden auch die Trottoirs zu Gunsten von Pannenstreifen entfernt.
Im Rahmen des Ausbaus der Strecke von Benken nach Kleinandelfingen (bis zur Weinlandbrücke) zu einer vierspurigen „Miniautobahn“ ohne Pannenstreifen wurde die erste Weinlandbrücke mit einem „Bauch“ auf 3 Spuren verbreitert. Die ausgebaute Strecke wurde im Oktober 2010 eröffnet.

### Konstruktion
Die erste Weinlandbrücke ist eine Spannbetonplattenbalkenbrücke mit drei Balken mit einer gleichbleibenden Bauhöhe von 4 m, die über die vier Felder durchlaufen. Die Pfeilerachsabstände betragen 57 + 78 + 88 + 66 m. Die Fahrbahn hat eine Breite von 16,2 m. Die Platte überragt die Aussenträger um 2,5 m konsolförmig und weist ein Gefälle von 3,25 Prozent auf. Die Brücke schneidet die Thur in einem Winkel von 50 Grad; zudem geht die Brücke am linken Ufer aus der Geraden in eine Kurve von 500 m Radius über. Die drei Tragjoche bestehen aus je zwei Pfeilern von hexagonalem Querschnitt. Die Brücke hatte ursprünglich auf beiden Seiten ein Trottoir und metallene Brückengeländer. 
Der Überbau der Spannbetonbrücke wurde nach dem System BBRV errichtet. Die Bauausführung erfolgte in drei Etappen, wodurch das aufwendige Lehrgerüst dreimal verwendet werden konnte.
Die erste Weinlandbrücke war zu ihrer Zeit wegweisend für den modernen Brückenbau in der Schweiz und hat das Interesse von zahlreichen Fachleuten aus dem In- und Ausland geweckt.

## Zweite Weinlandbrücke

### Geschichte

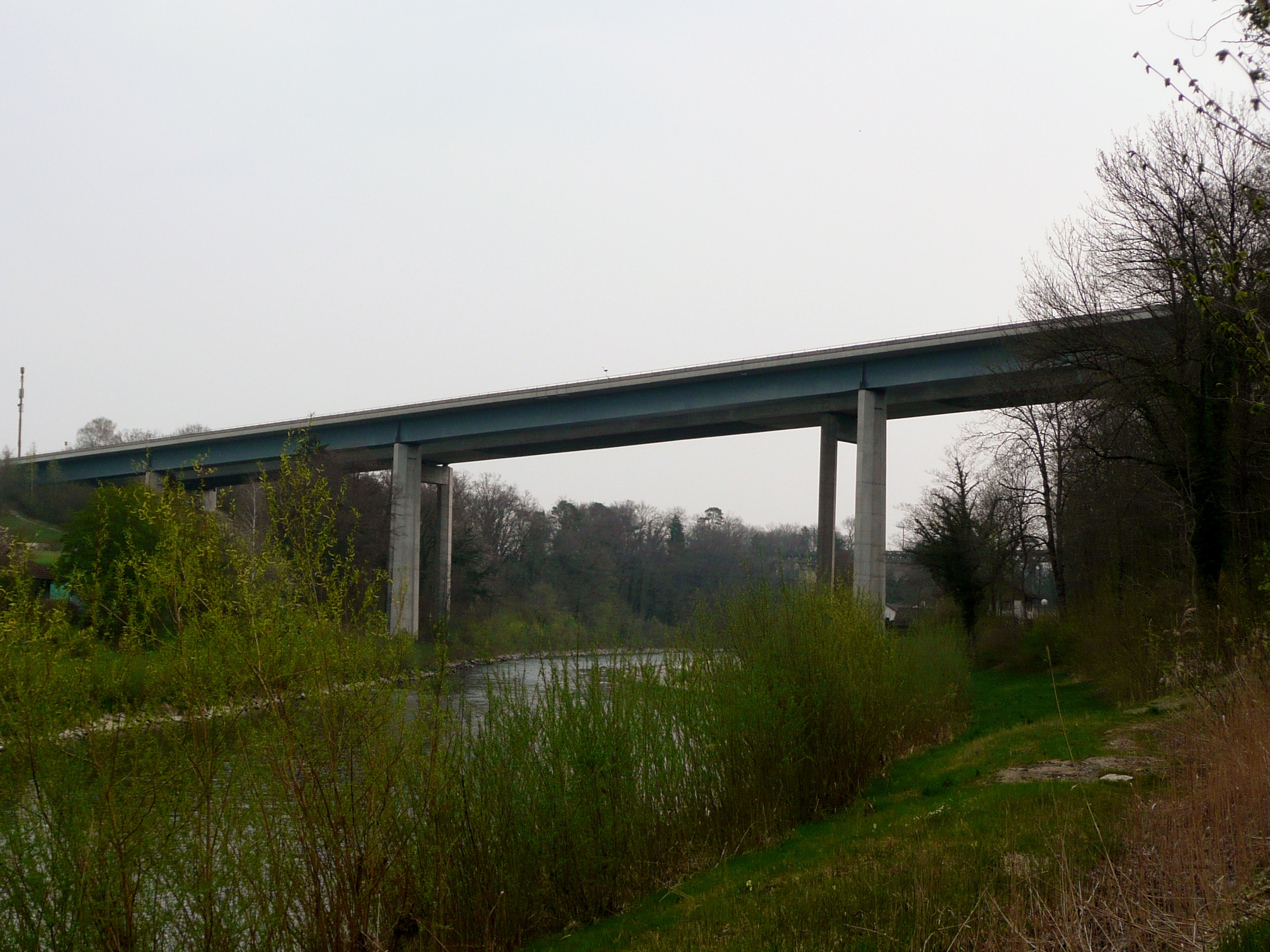
Im Vordergrund die zweite Weinlandbrücke

Im Jahre 1996 wurde der A4-Abschnitt Henggart bis zur Autobahn A1 in Winterthur eröffnet. Im Jahre 2000 wurde noch die letzte Lücke der A4 zwischen der ersten Weinlandbrücke und Henggart geschlossen. Somit war die A4 von der Schweizer Grenze bis Winterthur durchgehend als zweispurige Autostrasse befahrbar. Die A4 zwischen Andelfingen und Henggart wurde auf dem Trassee der Hauptstrasse 15 gebaut. Parallel dazu wurde gleichzeitig in zweieinhalbjähriger Bauzeit die neue Hauptstrasse 15 erstellt. Kernstück dieser neuen Hauptstrasse bildet die westlich der ersten Weinlandbrücke erstellte zweite Weinlandbrücke. Nebst dem Regionalverkehr und dem Veloverkehr dient diese Brücke auch als Ausweichroute für den Fall, dass die A4 gesperrt ist.

### Konstruktion
Die zweite Weinlandbrücke ist 339 Meter lang und 800 Tonnen schwer. Sie wurde als Stahlverbundkonstruktion erstellt.

## Dritte Weinlandbrücke
Der momentane Ausbaustand der A4 auf dem 8,6 Kilometer langen Abschnitt der A4 zwischen Kleinandelfingen und der Verzweigung Winterthur-Nord – ohne bauliche Trennung der beiden Fahrstreifen – genügt den heutigen Standards nicht mehr. Deshalb plant das Bundesamt für Strassen ASTRA ein Ausbauprojekt. Dieses basiert auf den Grundlagen des bereits genehmigten generellen Projektes von 1973. Die Fahrbahn soll, wie ursprünglich vorgesehen, auf vier Fahrstreifen mit Richtungstrennung und voraussichtlich mit Pannenstreifen erweitert werden. Im Sommer 2013 beschloss der Bundesrat, das Ausbauprojekt in der zweiten Tranche der Engpassbeseitigung auf dem Nationalstrassennetz aufzunehmen.
Im Oktober 2014 präsentierte das Bundesamt für Strassen ASTRA in der Gemeindeverwaltung in Kleinandelfingen ein Modell, wie die Weinlandbrücken im Rahmen des Vollausbaus erweitert werden sollen. Aus statischen Gründen und in Anbetracht ihrer Lebensdauer kann die erste Weinlandbrücke nicht auf vier Spuren mit Pannenstreifen erweitert werden. Der jetzige Stand der Planung sieht deshalb den Bau einer dritten Weinlandbrücke östlich der ersten Weinlandbrücke vor. Die neue Brücke wird für die Fahrstreifen Richtung Norden verwendet werden, die alte wird künftig für die Fahrspuren Richtung Süden dienen. Für den Bau wurden 2014 mit Kosten von ca. CHF 20 Millionen gerechnet – 7 % der Gesamtkostenschätzung für den Vollausbau.
Die Erstellung der dritten Weinlandbrücke erfolgt zwischen Ende 2024 und Ende 2028.
Im Oktober 2024 wurde die Ausschreibung aufgrund der zu erwarteten Kosten von 45 Millionen Franken entfernt.